# Maren Tellenbröker
Maren Marie Tellenbröker (* 15. Oktober 2000 in Bielefeld, Nordrhein-Westfalen) ist eine deutsche Fußballspielerin.

## Karriere

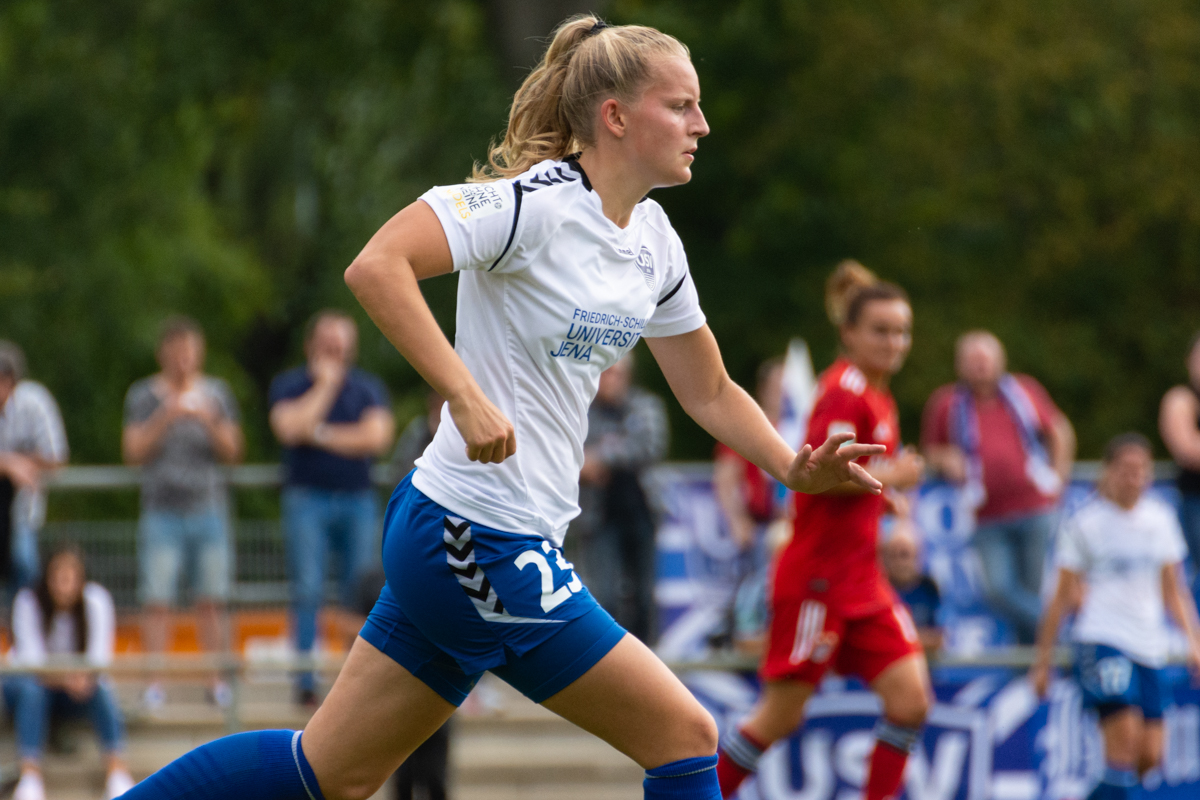
Maren Tellenbröker
in einer Spielszene (2018)

### Vereine
Maren Tellenbröker spielte im Jugendbereich des TuS 08 Senne I und beim VfL Theesen. In der Folge spielte sie in der männlichen C-Jugend des SC Verl in der Landesliga. Zum Jahreswechsel 2015/2016 verließ sie den SC Verl und wechselte in die Eliteschule des Sports Jena, wo sie für die B-Jugend des FF USV Jena spielte. Nach einem halben Jahr in der B-Jugend der Jenaer feierte sie am 30. Oktober 2016 ihr Debüt in der Frauen-Bundesliga gegen den Borussia Mönchengladbach. Am 15. Mai 2020 wurde bekannt, dass Tellenbröker Jena verlässt und ablösefrei zum FC Twente Enschede wechselt.
Zur Winterpause 2020/21 wechselte sie in die zweite Bundesliga zum FSV Gütersloh 2009.

### Nationalmannschaft
Tellenbröker gehörte von 2014 bis 2018 regelmäßig zum Aufgebot von deutschen Nachwuchsauswahlen. Während der U17-Europameisterschaft 2017 kam sie zu vier Turniereinsätzen, darunter auch beim Finalsieg gegen Spanien. Beim Gewinn des Vize-Europameistertitels bei der U19-Europameisterschaft 2018 kam sie lediglich im ersten Vorrundenspiel gegen Dänemark zum Einsatz.